# غفلت از کودک
غفلت از کودک که نوعی کودک‌آزاری محسوب می‌شود، عملی از سوی افراد مراقب کودک (برای نمونه والدین) است که منجر به محروم کردن کودکی از نیازهای اولیه او مانند شکست خوردن در تأمین نظارت کافی، مراقبت سلامت، پوشاک یا خانمان و همینطور دیگر نیازهای فیزیکی، احساسی، اجتماعی، تحصیلی و امنیتی وی می‌شود.